# Micropholcomma mirum
Micropholcomma mirum är en spindelart som beskrevs av Hickman 1944. Micropholcomma mirum ingår i släktet Micropholcomma och familjen Micropholcommatidae.
Artens utbredningsområde är Tasmanien. Inga underarter finns listade i Catalogue of Life.